# Chris Cooper
Christopher W. "Chris" Cooper (Kansas City, Missouri, 9 de juliol de 1951) és un actor guanyador d'un Oscar. Va adquirir notorietat a la fi de la dècada del 1990, després d'aparèixer en unes quantes pel·lícules de Hollywood, incloent-hi les nominades a l'Oscar American Beauty, Capote, October Sky, Seabiscuit i Breach. Cooper sovint interpreta personatges militars i ha fet tant papers d'herois com de canalles.

## Primers anys
Cooper és fill de Mary Ann, mestressa de casa, i Charles Cooper, metge a l'exèrcit dels Estats Units. Portaven un ranxo de bestiar. Durant el seu temps a Kansas City, Cooper va actuar en espectacles a The Barn Players, un teatre local que ha funcionat des de 1955. Després va servir a la Reserva de Guardacostes dels Estats Units. Cooper va estudiar a la Universitat Stephens i a la Universitat de Missouri, on es va graduar a l'escola d'agricultura i a l'escola de teatre. Després de la graduació, Cooper va anar a la ciutat de Nova York per seguir la seva carrera.

## Carrera
Les primeres actuacions de Cooper van ser a Matewan, pel·lícula de 1987 de John Sayles, la minisèrie de 1989 Lonesome Dove, i el film de 1990 Thosand Pieces of Gold basat en la novel·la homònima.
Algunes de les seves actuacions més notables inclouen Money Train com un psicòtic piròman; Lone Star en un rar paper principal com a xèrif de Texas encarregat de resoldre un vell cas; com el diputat Dwayne Looney en la pel·lícula del director Joel Schumacher de 1996 A Time to Kill (basat en la novel·la de John Grisham), i a American Beauty com un homofòbic Coronel del Cos de Marines dels Estats Units (un paper pel que va obtenir la nominació al premi Screen Actors Guild al millor actor secundari; també va interpretar el coronel Harry Burwell l'any següent a "El patriota". Cooper va ser nominat per a un altre Premi Screen Actors Guild, un BAFTA i va guanyar un Oscar al millor actor secundari i un Globus d'Or el 2003 per interpretar el paper de John Laroche a Adaptation: el lladre d'orquidees. També va tenir un paper secundari com entrenador de cavalls de carreres a Seabiscuit, rebent una altra nominació al Premi Screen Actors Guild. Cooper tingué un paper a The Bourne Identity el 2002 com a cruel director d'operacions especials de la CIA, un paper que va reprendre (en flashbacks) a The Bourne Supremacy.
El 2005 feia de protagonista a Silver City. La pel·lícula la protagonitza Chris Cooper, que retrata un candidat governamental republicà inepte, un personatge que tenia similituds amb el president George W. Bush.
Cooper va estar molt enfeinat el 2005, va sortir en tres pel·lícules amb bona rebuda: Jarhead (que va reunir el director d'American Beauty Sam Mendes i l'actor d’October Sky Jake Gyllenhaal), Capote i Syriana. Va ser en el thriller Breach, on interpreta la vida de l'operatiu i espia de l'FBI Robert Hanssen. Cooper va declarar que creia que Breach va ser la primera pel·lícula on m'han considerat un actor líder.
Feia d'agent governamental en territori perillós al costat de Jamie Foxx, Ashraf Barhom, Jennifer Garner i Jason Bateman en el thriller d'acció The Kingdom.

## Vida personal
Cooper viu a Kingston (Massachusetts), amb la seva dona, Marianne Leone Cooper, amb qui es va casar el 1983. El 1987, va néixer el seu fill Jesse Lanier Cooper. Tres mesos prematur, Jesse va tenir una hemorràgia cerebral i paràlisi cerebral. Després de buscar escoles per nens amb necessitats especials, Cooper i Leone anaven a viure a Kingston, Massachusetts, on es van convertir en grans defensors dels nens especials. Jesse es va integrar finalment a l'Institut Regional de Silver Lake, on es convertia en un estudiant d'honor. El 3 de gener de 2005, Jesse Cooper va morir de complicacions de la paràlisi cerebral. Un fons commemoratiu establia en el seu nom, la Fundació de Jesse Cooper.

## Filmografia
- 1987: Matewan: Joe Kenehan
- 1990: Thosand Pieces of Gold
- 1991: La ciutat de l'esperança (City of Hope)

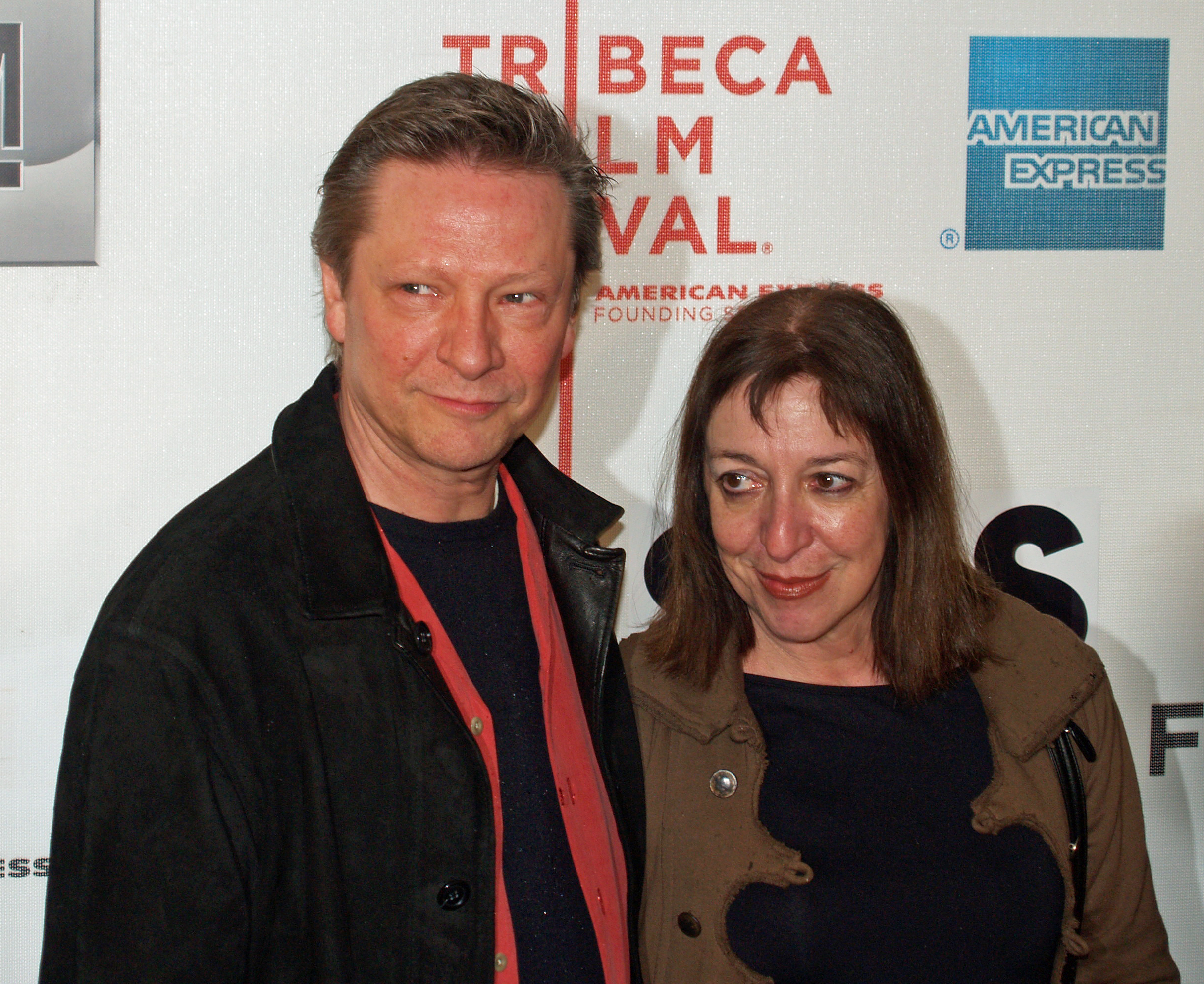
Chris Cooper i Marianne Leone Cooper

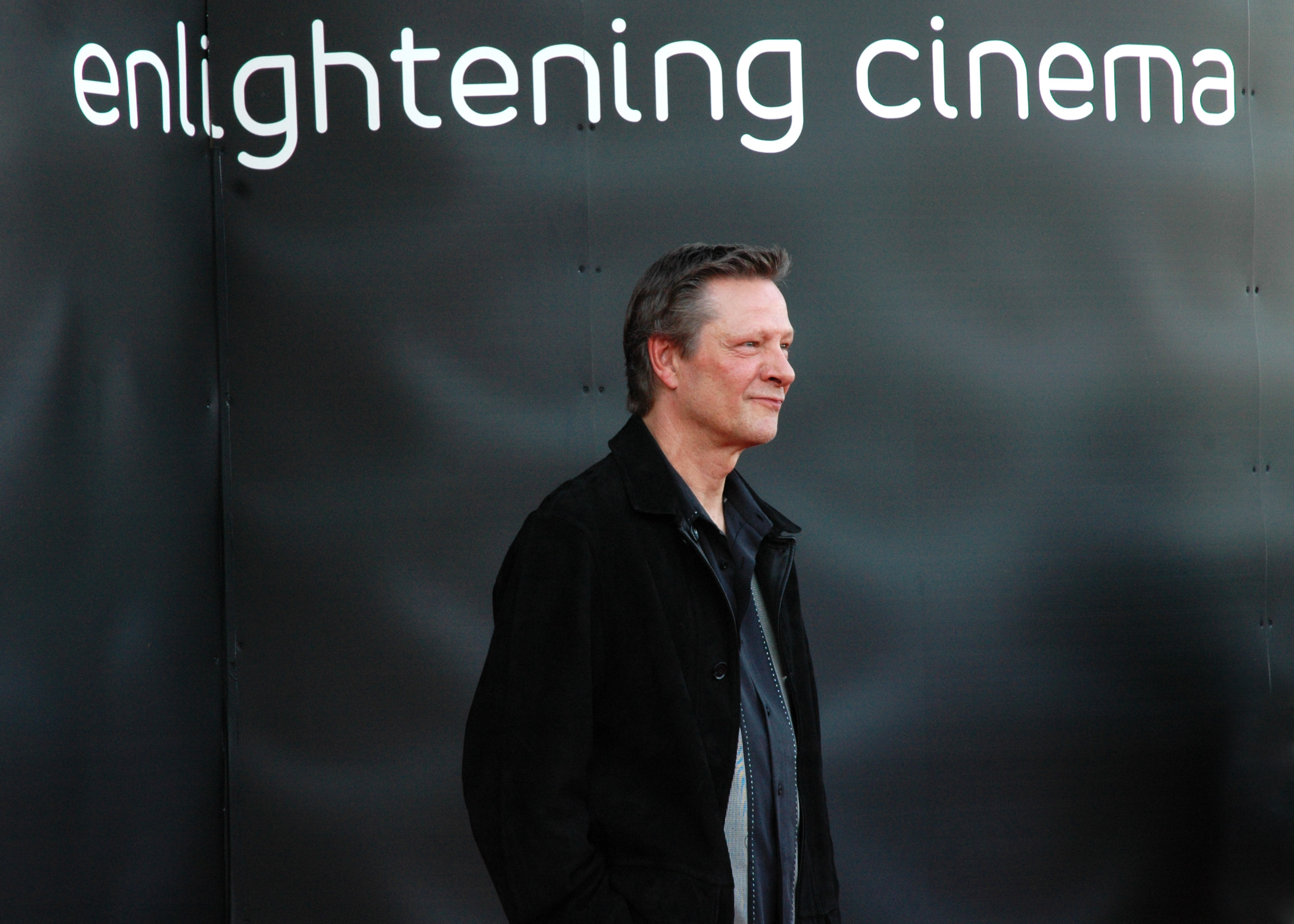
Chris Cooper

- 1991: Acorralat per la justícia (Guilty by Suspicion)
- 1993: La vida d'aquest noi (This Boy's Life)
- 1995: Assalt al tren dels diners (Money Train): Torch
- 1996: A Time to Kill: Diputat Dwayne Looney
- 1996: Lone Star, el rastre d'un crim: Sam Deeds
- 1996: Nois: John Baker
- 1997: Breast Men: Dr. William Larson
- 1998: L'home que xiuxiuejava als cavalls (The Horse Whisperer)
- 1998: Great Expectations : Joe
- 1999: American Beauty: Coronel Frank Fitts
- 1999: October Sky: John Hickam
- 2000: Me, Myself & Irene: Tinent Gerke, Massena PD
- 2000: El patriota (The Patriot): Coronel Harry Burwell
- 2002: Interestatal 60 (Interstate 60): Bob Cody
- 2002: Adaptation: el lladre d'orquídies (Adaptation.): John Laroche
- 2002: The Bourne Identity: Alexander Conklin
- 2003: Seabiscuit: Tom Smith
- 2003: My House in Umbria: Thomas 'Tom' Riversmith
- 2004: The Bourne Supremacy: Alexander Conklin
- 2004: Silver City: Dickie Pilager
- 2005: Syriana: Jimmy Pope
- 2005: Capote: Alvin Dewey
- 2005:Jarhead: Tinent Coronel Kazinski
- 2007: The Kingdom
- 2007: Breach: Robert Hanssen
- 2007: Marriage
- 2010: The town: Ciutat de lladres
- 2010: The Tempest
- 2018: Homecoming (sèrie de televisió)